# Regering-Van Rompuy
De regering-Van Rompuy (30 december 2008 - 25 november 2009) was een Belgische regering. Het was een coalitie tussen de CD&V/cdH (23 en 10 zetels), de MR/Open Vld (23 en 18 zetels) en de PS (20 zetels). 
De regering volgde de regering-Leterme I op. Het was een doorstart van de vorige regering, die gevallen was door de zaak-Fortis. Het was opmerkelijk dat de Vlaamse regeringspartijen, CD&V en Open VLD, minder dan de helft van de Vlaamse zetels in Kamer en Senaat vertegenwoordigden. De regering werd opgevolgd door de regering-Leterme II nadat Herman Van Rompuy (CD&V) zijn ontslag aanbood, toen hij verkozen werd als voorzitter van de Europese Raad.

## Vorming
Op 22 december 2008 aanvaardde koning Albert II het ontslag van de regering-Leterme I. Oud-premier Wilfried Martens werd door de koning aangesteld tot koninklijk verkenner. Voor en na Kerstmis 2008 verkende hij het politieke landschap, had hij persoonlijke, informele en telefonische contacten met de voorzitters van Kamer en Senaat, de aftredende premier Yves Leterme, de voorzitters van de meerderheidspartijen, de meeste vicepremiers en de voorzitters van de oppositiepartijen met uitzondering van het Vlaams Belang.
Op 28 december 2008 rondde Martens zijn verkenningsopdracht af en bracht een eindverslag uit bij de koning. Diezelfde dag werd Herman Van Rompuy aangesteld tot formateur.
Na intern overleg werd op 29 december 2008 een principeakkoord gevormd tussen de regeringspartijen. Herman Van Rompuy verliet zijn voorzittersplaats in de Kamer van volksvertegenwoordigers. De nieuwe Kamervoorzitter werd Patrick Dewael,  diens partijgenoot Guido De Padt werd minister van Binnenlandse Zaken.
Op 30 december 2008 was er de eedaflegging bij koning Albert II. Stefaan De Clerck verving Jo Vandeurzen als minister van Justitie. Net voor de eedaflegging raakte bekend dat Inge Vervotte niet meer bereid was om deel uit te maken van deze regering. Steven Vanackere nam de portefeuille van Ambtenarenzaken en Overheidsbedrijven in. Karel De Gucht en Steven Vanackere werden de nieuwe vicepremiers, naast Didier Reynders, Laurette Onkelinx en Joëlle Milquet.

## Samenstelling
De regering bestond uit 15 ministers (14 + 1 eerste minister), 7 staatssecretarissen en later ook een regeringscommissaris. Het kernkabinet telde 5 vicepremiers. CD&V had 4 ministers (later 5) en 2 staatssecretarissen (inclusief de premier), Open Vld 4 ministers (later 3 ministers en 1 regeringscommissaris), PS 3 ministers en 2 staatssecretarissen, MR ook 3 ministers en 2 staatssecretarissen (waaronder een van FDF) en cdH 1 minister en 1 staatssecretaris.
| Ambtsbekleder | Ambtsbekleder                   | Ambtsbekleder                    | Functie en bevoegdheden | Termijn                             | Partij      |
| Kernkabinet | Kernkabinet                     | Kernkabinet                      | Kernkabinet | Kernkabinet                         | Kernkabinet |
| --- | ------------------------------- | -------------------------------- | --- | ----------------------------------- | ----------- |
| |                                 | Herman Van Rompuy (1947)         | Eerste Minister Algemeen beleid en voorzitter van het kernkabinet en de ministerraad | 30 december 2008 - 25 november 2009 | CD&V        |
| belast met de Coördinatie van het Migratie- en Asielbeleid | 17 juli 2009 - 25 november 2009 | Herman Van Rompuy (1947)         | |                                     | CD&V        |
| |                                 | Didier Reynders (1958)           | Vicepremier Financiën en Institutionele Hervormingen | 30 december 2008 - 25 november 2009 | MR          |
| |                                 | Laurette Onkelinx (1958)         | Vicepremier Sociale Zaken en Volksgezondheid | 30 december 2008 - 25 november 2009 | PS          |
| belast met Maatschappelijke Integratie | 17 juli 2009 - 25 november 2009 | Laurette Onkelinx (1958)         | |                                     | PS          |
| |                                 | Karel De Gucht (1954)            | Vicepremier Buitenlandse Zaken | 30 december 2008 - 17 juli 2009     | Open Vld    |
| |                                 | Steven Vanackere (1964)          | Vicepremier Ambtenarenzaken, Overheidsbedrijven en Institutionele Hervormingen | 30 december 2008 - 25 november 2009 | CD&V        |
| |                                 | Joëlle Milquet (1961)            | Vicepremier Werk en Gelijke Kansen | 30 december 2008 - 25 november 2009 | cdH         |
| belast met het Migratie- en Asielbeleid | 17 juli 2009 - 25 november 2009 | Joëlle Milquet (1961)            | |                                     | cdH         |
| |                                 | Guy Vanhengel (1958)             | Vicepremier Begroting | 17 juli 2009 - 25 november 2009     | Open Vld    |
| Ministers |                                 |                                  | |                                     |             |
| |                                 | Stefaan De Clerck (1951)         | Justitie | 30 december 2008 - 25 november 2009 | CD&V        |
| |                                 | Sabine Laruelle (1965)           | KMO's, Zelfstandigen, Landbouw en Wetenschapsbeleid | 30 december 2008 - 25 november 2009 | MR          |
| |                                 | Marie Arena (1966)               | Maatschappelijke Integratie | 30 december 2008 - 17 juli 2009     | PS          |
| Pensioenen en Grote Steden | 30 december 2008 - 17 juli 2009 | Marie Arena (1966)               | |                                     | PS          |
| Pensioenen en Grote Steden |                                 |                                  | Michel Daerden (1949-2012) | 17 juli 2009 - 25 november 2009     | PS          |
| |                                 | Pieter De Crem (1962)            | Landsverdediging | 30 december 2008 - 25 november 2009 | CD&V        |
| |                                 | Paul Magnette (1971)             | Klimaat en Energie | 30 december 2008 - 25 november 2009 | PS          |
| |                                 | Charles Michel (1975)            | Ontwikkelingssamenwerking | 30 december 2008 - 25 november 2009 | MR          |
| |                                 | Vincent Van Quickenborne (1973)  | Ondernemen en Vereenvoudigen | 30 december 2008 - 25 november 2009 | Open Vld    |
| |                                 | Annemie Turtelboom (1967)        | Migratie- en Asielbeleid | 30 december 2008 - 17 juli 2009     | Open Vld    |
| Binnenlandse Zaken | 17 juli 2009 - 25 november 2009 | Annemie Turtelboom (1967)        | |                                     | Open Vld    |
| |                                 | Guido De Padt (1954)             | Binnenlandse Zaken | 30 december 2008 - 17 juli 2009     | Open Vld    |
| |                                 | Yves Leterme (1960)              | Buitenlandse Zaken | 17 juli 2009 - 25 november 2009     | CD&V        |
| Staatssecretarissen |                                 |                                  | |                                     |             |
| |                                 | Etienne Schouppe (1942)          | Mobiliteit toegevoegd aan de Eerste Minister | 30 december 2008 - 25 november 2009 | CD&V        |
| |                                 | Carl Devlies (1953)              | Coördinatie van de Fraudebestrijding toegevoegd aan de Eerste Minister en de Minister van Justitie                                                                                          | 30 december 2008 - 25 november 2009 | CD&V        |
| |                                 | Bernard Clerfayt (1961)          | Modernisering van de Federale Overheidsdienst Financiën, de Milieufiscaliteit en de Bestrijding van de fiscale fraude toegevoegd aan de minister van Financiën                              | 30 december 2008 - 25 november 2009 | MR (FDF)    |
| |                                 | Olivier Chastel (1964)           | Buitenlandse Zaken, belast met de Voorbereiding van het Europese Voorzitterschap toegevoegd aan de minister van Buitenlandse Zaken                                                          | 30 december 2008 - 17 juli 2009     | MR          |
| Europese Zaken toegevoegd aan de minister van Buitenlandse Zaken | 17 juli 2009 - 25 november 2009 | Olivier Chastel (1964)           | |                                     | MR          |
| |                                 | Julie Fernandez Fernandez (1972) | Personen met een handicap toegevoegd aan de minister van Sociale Zaken en Volksgezondheid                                                                                                   | 30 december 2008 - 17 juli 2009     | PS          |
| |                                 | Melchior Wathelet (1977)         | Gezinsbeleid en personen- en familierecht toegevoegd aan de minister van Werk en de minister van Justitie en Migratie- en Asielbeleid, Federale Culturele Instellingen (vanaf 17 juli 2009) | 30 december 2008 - 25 november 2009 | cdH         |
| Begroting toegevoegd aan de eerste minister | 30 december 2008 - 17 juli 2009 | Melchior Wathelet (1977)         | |                                     | cdH         |
| Begroting, Migratie- en Asielbeleid en Federale Culturele Instellingen toegevoegd aan de minister van Begroting, de minister belast met het Migratie- en Asielbeleid en de Eerste Minister | 17 juli 2009 - 25 november 2009 | Melchior Wathelet (1977)         | |                                     | cdH         |
| |                                 | Jean-Marc Delizée (1959)         | Armoedebestrijding toegevoegd aan de minister van Maatschappelijke Integratie, Pensioenen en Grote Steden                                                                                   | 30 december 2008 - 17 juli 2009     | PS          |
| Sociale Zaken, belast met Personen met een Handicap toegevoegd aan de minister van Sociale en Volksgezondheid                                                                              | 17 juli 2009 - 25 november 2009 | Jean-Marc Delizée (1959)         | |                                     | PS          |
| |                                 | Philippe Courard (1966)          | Maatschappelijke Integratie en Armoedebestrijding toegevoegd aan de minister van Sociale en Volksgezondheid                                                                                 | 17 juli 2009 - 25 november 2009     | PS          |
| Regeringscommissarissen |                                 |                                  | |                                     |             |
| |                                 | Guido De Padt (1954)             | Interne Audit van de Federale Overheid | 17 juli 2009 - 25 november 2009     | Open Vld    |

### Herschikkingen
Na de regionale verkiezingen in (Vlaanderen, Wallonië, Brussels Hoofdstedelijk Gewest en Duitstalige Gemeenschap) en de Europese verkiezingen van 7 juni 2009 namen enkele leden van de federale regering een nieuwe functie op en werd de regering-Van Rompuy herschikt:
- Karel De Gucht (Open Vld) nam ontslag als minister van Buitenlandse Zaken om Europees commissaris te worden. Hij werd opgevolgd door Yves Leterme (CD&V).
- Guy Vanhengel (Open Vld) werd de nieuwe liberale vicepremier en werd ook minister van Begroting.
- Annemie Turtelboom (Open Vld) werd de nieuwe minister van Binnenlandse Zaken. Asiel en migratie, haar vorige bevoegdheden, werden toegewezen aan Melchior Wathelet, die daarnaast ook staatssecretaris voor Begroting bleef.
- Guido De Padt (Open Vld), de vorige minister van Binnenlandse Zaken, werd regeringscommissaris voor de interne audit van de federale overheid.
- Marie Arena (PS) verdween uit de federale regering. Michel Daerden werd de nieuwe minister van Pensioenen en Stedenbeleid.
- Philippe Courard (PS) werd staatssecretaris. Hij kreeg de bevoegdheden Maatschappelijke Integratie van Marie Arena en Armoedebeleid van Jean-Marc Delizée.
- Jean-Marc Delizée (PS) kreeg Gehandicaptenbeleid van Julie Fernandez-Fernandez die uit de regering verdween.
- Premier Herman Van Rompuy (CD&V) werd expliciet bevoegd voor de coördinatie van het migratie- en asielbeleid.